# Cinara gudaris
Cinara gudaris är en insektsart som beskrevs av Binazzi och Sanchis 1994. Cinara gudaris ingår i släktet Cinara och familjen långrörsbladlöss. Inga underarter finns listade i Catalogue of Life.